# Kamatari Fujiwara
Kamatari Fujiwara (藤原釜足 Tokio, 15 de enero de 1905 – Tokio, 21 de diciembre de 1985?) fue un actor de cine y teatro japonés, a lo largo de su carrera en la actuación, que se prolongó entre 1933 y 1984, apareció en más de 200 películas. Además de apariciones regulares en las películas de Akira Kurosawa, trabajó para otros destacados directores japoneses como Mikio Naruse, Yasujirō Ozu y Heinosuke Gosho, entre otros.

## Biografía
Fujiwara nació el 15 de enero de 1905 en Tokio, Japón. Sus padres tenían una imprenta, pero el negocio no era rentable, así que a los 10 años Fujiwara empezó a trabajar en una confitería local. A los 14 años ya había empezado a vender madera para la construcción y la industria en la prefectura de Shizuoka. Un año después regresó a Tokio para estudiar farmacia.
Inicialmente se centró en la música antes de hacerse conocido como actor cómico. Después de actuar en óperas de Asakusa, una forma popular de ópera durante la era Taishō hasta su declive después del gran terremoto de Kantō en 1923, se unió al New Casino Folies de Ken'ichi Enomoto. La compañía de Enomoto realizó espectáculos satíricos en una época a menudo asociada con el término ero guro nansensu o la era del «sinsentido erótico grotesco».

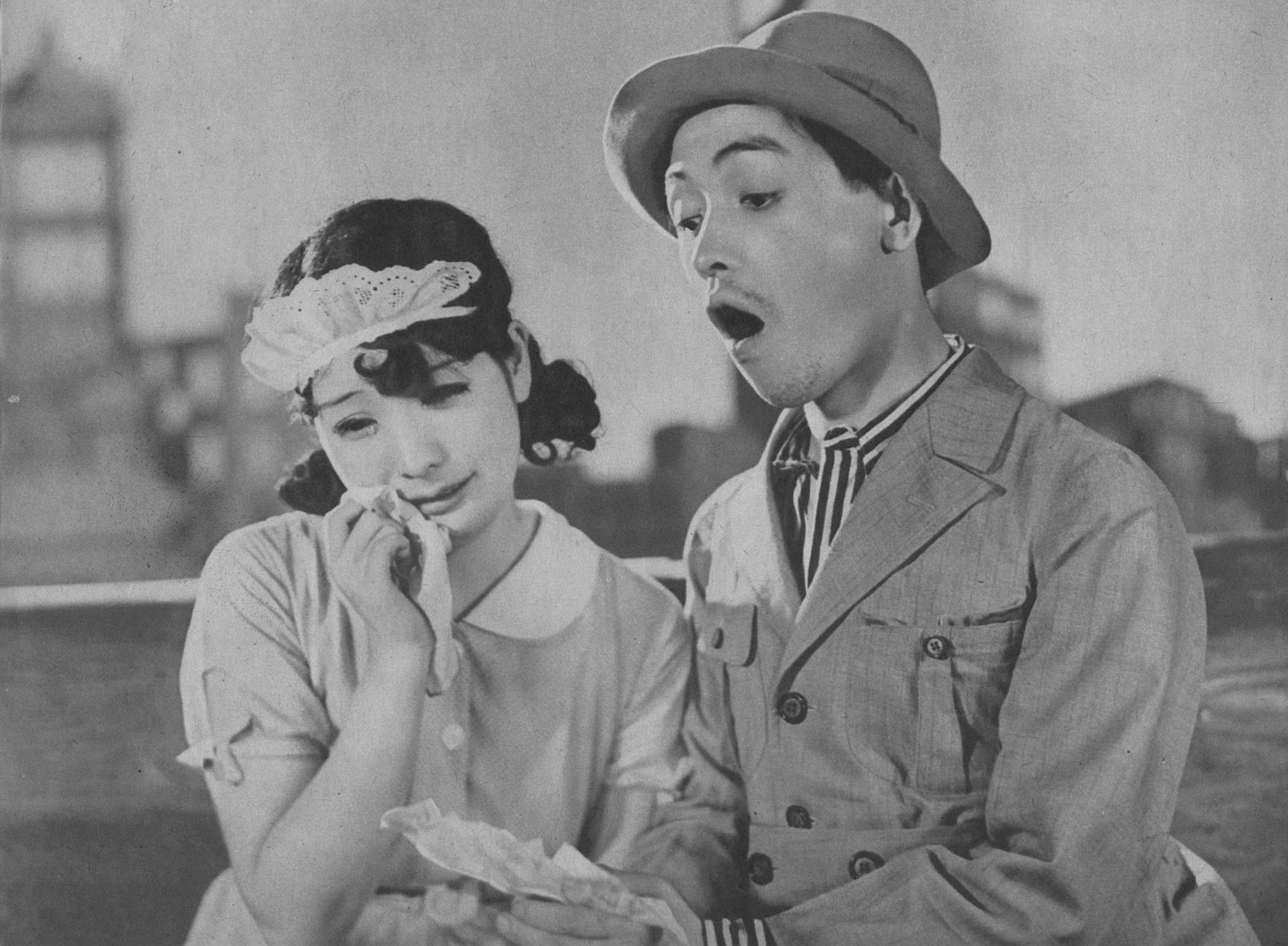
Sachiko Chiba y Kamatari Fujiwara en una escena de la película Ongaku Kigeki – Horoyui Jinsei (1933)

Fujiwara debutó en el cine en 1933 en la película Ongaku kigeki – Horoyui jinsei (lit. «Comedia musical – Vida intoxicada»), la primera producción de los estudios P.C.L. (posteriormente renombrados como Tōhō). La mayoría de sus películas posteriores fueron producciones de Toho. En 1936 se casó con la actriz Sadako Sawamura (se divorció en 1946). A finales de la década de 1930, tuvo problemas con el gobierno nacionalista. Las autoridades japonesas presionaban a los artistas y a las personas de alto perfil para que cambiaran sus nombres por la ortografía tradicional, y él estaba bajo censura oficial por no hacerlo. A pesar de esto, mantuvo su nombre.
La personalidad shomin de Fujiwara siempre fue la de una persona de la vida real. Generalmente, desempeñaba el papel de un ciudadano-súbdito común: mezquino, conservador, mediocre, lejos de ser guapo o rico. Con el tiempo, hizo de esto su seña de identidad.

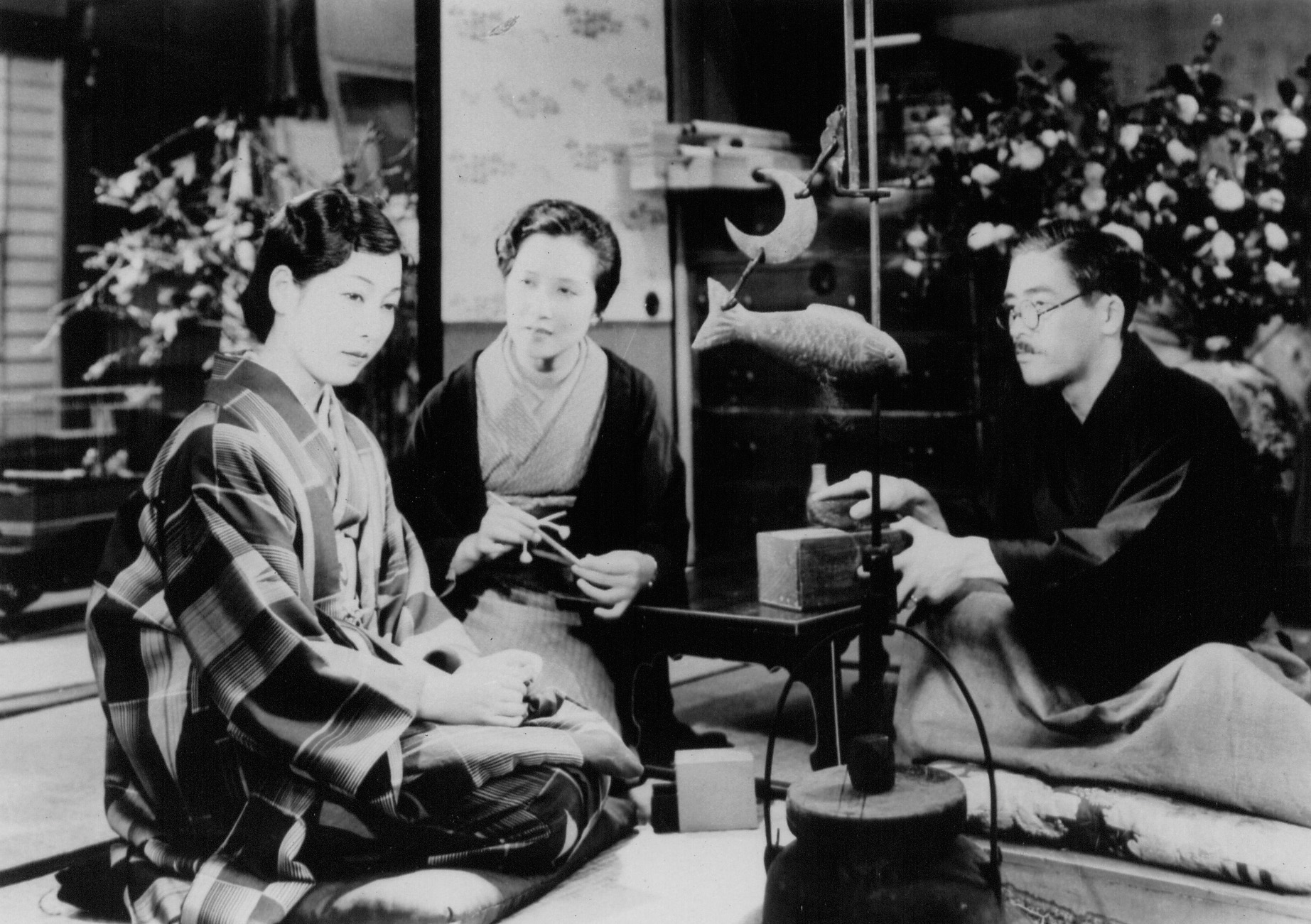
Sachiko Chiba, Chikako Hosokawa y Kamatari Fujiwara en ¡Esposa! ¡Sé como una rosa! (1935)

Hizo su primera aparición en una película de Akira Kurosawa en Ikiru de 1952, interpretando el papel de Senkichi, y se convirtió en miembro de la compañía de actores de Kurosawa durante mucho tiempo hasta su muerte. Otras películas de Kurosawa en las que participó incluyen Los siete samuráis (1954), Los bajos fondos (1957), La fortaleza escondida (1958) y Yojimbo (1961). Además de Kurosawa, también apareció regularmente en las películas de Mikio Naruse, con quien ya había trabajado desde mediados de la década de 1930 en películas como ¡Esposa! ¡Sé como una rosa! (1935), y tuvo papeles en películas de otros directores como La posada de Osaka (1954) de Heinosuke Gosho y Crepúsculo en Tokio (1957) de Yasujirō Ozu. También comenzó a aparecer en televisión en la década de 1950, incluyendo la serie Ayu no uta (1979-1980).
En 1981, recibió la Orden del Tesoro Sagrado de 4.º Grado. Su último papel cinematográfico fue en 1984 en el El funeral de Juzo Itami. Murió en Tokio en 1985 a la edad de 80 años.

## Legado
El dúo campesino de La fortaleza escondida, interpretado por Minoru Chiaki y Fujiwara, ha sido citado repetidamente como inspiración para los personajes de C-3PO y R2-D2 de Star Wars.

## Filmografía parcial
- Ongaku Kigeki – Horoyui Jinsei (1933, dirigida por Sotoji Kimura)
- ¡Esposa! ¡Sé como una rosa! (1935, dirigida por Mikio Naruse)
- La mujer en boca de todos (1935, dirigida por Mikio Naruse)
- Tsuruhachi y Tsurujiro (1938, dirigida por Mikio Naruse)
- Chocolate para los soldados (1938, dirigida por Takeshi Satō)
- Actores itinerantes (1940, dirigida por Mikio Naruse)
- Caballo (1941, dirigida por Kajirō Yamamoto)
- Hideko, cobradora de autobús (1941, dirigida por Mikio Naruse)
- Montañas azules (1949, dirigida por Tadashi Imai)
- Informe sobre la conducta del profesor Ishinaka (1950, dirigida por Mikio Naruse)
- Las hermanas Munekata (1950, dirigida por Yasujirō Ozu)
- Nangoku no hada (1952, dirigida por Ishirō Honda)
- Vivir (1952, dirigida por Akira Kurosawa)
- Marido y mujer (1953, dirigida por Mikio Naruse)
- The Invisible Avenger (1954, dirigida por Motoyoshi Oda)
- Los siete samuráis (1954, dirigida por Akira Kurosawa)
- La posada de Osaka (1954, dirigida por Heinosuke Gosho)
- Dobu (1954, dirigida por Kaneto Shindō)
- Crónica de un ser vivo (1955, dirigida por Akira Kurosawa)
- El viaje solitario (1955, dirigida por Hiroshi Inagaki)
- Hijas románticas (1956, dirigida por Toshio Sugie)
- Crepúsculo en Tokio (1957, dirigida por Yasujirō Ozu)
- Los bajos fondos (1957, dirigida por Akira Kurosawa)
- Stakeout (1958, dirigida por Yoshitarō Nomura)
- La fortaleza escondida (1958, dirigida por Akira Kurosawa)
- La vida de un experto espadachín (1959, dirigida por Hiroshi Inagaki)
- El entierro del sol (1960, dirigida por Nagisa Oshima)
- Los canallas duermen en paz (1960, dirigida por Akira Kurosawa)
- La llegada del otoño (1960, dirigida por Mikio Naruse)
- Yojimbo (1961, dirigida por Akira Kurosawa)
- Sanjuro (1962, dirigida por Akira Kurosawa)
- El infierno del odio (1963, dirigida por Akira Kurosawa)
- La vida de una mujer (1963, dirigida por Mikio Naruse)
- Barbarroja (1965, dirigida por Akira Kurosawa)
- Acosado (1965, dirigida por Arthur Penn)
- Tomando el castillo (1965, dirigida por Toshio Masuda)
- La espada de la perdición (1966, dirigida por Kihachi Okamoto)
- El río de las lágrimas (1967, dirigida por Kenji Misumi)
- Doble suicidio (1969, dirigida por Masahiro Shinoda)
- Dodes'ka-den (1970, dirigida por Akira Kurosawa)
- La batalla de Okinawa (1971, dirigida por Kihachi Okamoto)
- Kagemusha (1980, dirigida por Akira Kurosawa)
- Sailor Suit and Machine Gun (1981, dirigida por Shinji Somai)
- W's Tragedy (1984, dirigida por Shinichiro Sawai)
- El funeral (1984, dirigida por Juzo Itami)